# Konrad Lübeck
Konrad Lübeck (* 13. Mai 1873 in Hünfeld; † 25. November 1952 in Fulda) war ein deutscher katholischer Priester, Gymnasiallehrer, Kirchenhistoriker, Heimatforscher und Autor.

## Hintergrund
Konrad Lübeck wurde als Sohn des Hünfelder Schreinermeisters Martin Lübeck geboren. Seine Mutter Maria stammte aus einer Fuldaer Handwerkerfamilie. Er hatte drei Brüder, von denen zwei als Schreinermeister tätig waren. Der dritte kaufte eine Mühle in Hünfeld, war dort Obermeister der Müllerinnung und wurde als Spitzenkandidat der Zentrumspartei in den Stadtrat gewählt.
Konrad Lübeck besuchte die Hünfelder Stadtschule, bevor er 1885 in die Jahrgangsstufe 7 (Quarta) des Fuldaer Gymnasiums wechselte, an dem er 1892 sein Abitur bestand. Anschließend studierte er an der Theologischen Fakultät Fulda sieben Semester Theologie und Philosophie und bereitete sich gleichzeitig am Priesterseminar Fulda auf den Beruf als Priester vor.

## Priester und Theologe
Am 21. Dezember 1895 wurde er von Bischof Georg Ignaz Komp im Fuldaer Dom zum Priester geweiht. Als Kaplan wirkte er von Januar 1896 bis Ostern 1898 in Fulda und danach bis Ostern 1899 in Marburg. Anschließend wurde er zur Fortsetzung seiner theologischen Studien beurlaubt, die er vier Jahre lang an der Philipps-Universität Marburg, der Theologischen Fakultät der Albert-Ludwigs-Universität Freiburg, der Westfälischen Wilhelms-Universität Münster und der Friedrich-Wilhelms-Universität Berlin absolvierte. Während seines Studiums wurde er 1898 Mitglied der VKDSt Rhenania Marburg im CV. In Marburg promovierte er mit der Dissertationsschrift Die kirchliche und weltliche Eparchialverfassung des Orients zur Zeit des Konzils von Nicaä 1901 zum Doktor der Philosophie und danach in Berlin zum Doktor der Theologie. In Münster erwarb er die Lehrberechtigung für katholische Religion, Geschichte, Hebräisch und Erdkunde.
Lübeck wollte sich habilitieren, um an einer Hochschule zu lehren. Als Diözesanpriester wurde ihm dieser Wunsch von Bischof Adalbert Endert versagt. Stattdessen wurde er als zweiter Geistlicher neben Wilhelm Frye zum Lehrer am Fuldaer Gymnasium bestellt. Ab dem 14. April 1902 war er Probekandidat und nach einem Jahr Studienrat. 1911 erhielt er den Titel eines Professors.

## Orientalismus und Byzantologie
Im Auftrag der Görres-Gesellschaft war Lübeck von 1909 bis 1910 in Jerusalem, um dort die Gründung des „Orientalischen Instituts“ vorzubereiten. Ihm wurde die Leitung der altchristlichen Abteilung des Institutes übertragen. Nach seiner Rückkehr nach Deutschland galt er aufgrund seiner dort gemachten wissenschaftlichen Arbeiten auch bei evangelischen Theologen als einer der besten Kenner des orientalischen Christentums.
1911 wurde Lübeck Mitglied der „Byzantologischen Gesellschaft Athen“. Der Patriarch zu Jerusalem ernannte ihn zum Ritter und später zum Komtur im Ritterorden vom Heiligen Grab zu Jerusalem. Der Melkitische Griechisch-katholische Patriarch Kyrillos VIII. Geha verlieh ihm den Ehrentitel eines Archimandriten. Dieser Titel wurde ihm von Papst Pius X. eigenhändig bestätigt mit der Erlaubnis, anstelle der orientalischen die katholischen Insignien eines Prälaten zu tragen. Durch den Ersten Weltkrieg und dessen Folgen wurden weitere Tätigkeiten in den Ostkirchen für Lübeck erschwert bis unmöglich. Die Förderung des Unionsgedankens war ihm allerdings weiter ein Anliegen, wovon die Teilnahme an Unionskongressen in Wien 1926 und Velehrad 1927 zeugen. Er gehörte dem Zentralvorstand des Deutschen Vereins vom Heiligen Lande an und war Diözesandirektor des Franziskus-Xaverius-Vereins. Daneben war er im „Verein der heiligen Kindheit Jesu“, im Priestermissionsbund „Unio cleri pro missionibus“ und im päpstlichen „Verein zur Heranbildung eines einheimischen Klerus vom Heiligen Apostel Petrus“ tätig. Seine Schriften zur orientalischen Kirche und seine 1922 herausgebrachten Bücher zur russischen Kirche wurden teilweise als primär auf katholisches Denken zentriert kritisiert. Lübeck lasse darin Objektivität und Gerechtigkeit gegenüber anderen christlichen Kirchen vermissen. Sein Schreibstil wurde sowohl als schwerfällig und mit Fremdwörtern überlastet als auch als meisterhaft in allgemein verständlicher Form beschrieben.

## Heimatgeschichtliche Beiträge
Ab 1929 forschte Lübeck zur Heimatgeschichte. Seine Werke, insbesondere die zwei Bände von „Alte Ortschaften im Fuldaer Land“, gelten bis heute teilweise als Standardwerke und werden beispielsweise im Landesgeschichtlichen Informationssystem Hessen in den jeweiligen Ortsbeschreibungen zitiert. Neben den von ihm herausgebrachten Büchern veröffentlichte Lübeck viele Aufsätze in deutschlandweit erscheinenden und auch in ausländischen Zeitschriften. Sein Ziel war die Herausgabe einer umfassenden Fuldaer Gesamtgeschichte, was allerdings an Differenzen mit dem Fuldaer Historiker Gregor Richter scheiterte. Die Forschungen von Lübeck waren genau und quellenbasiert mit der Angabe der jeweiligen Fundstelle und auch von weiterführender Literatur. Problematisch für die weitere Verwendung ist es allerdings, dass er kaum Originale und Urkunden verwendete. Neben Urkundenabschriften verwendete er bevorzugt die Schriften von Johann Friedrich Schannat, von denen heute bekannt ist, dass sie hauptsächlich unbelegte Angaben enthalten, die sich später teilweise als falsch erwiesen.
Von Joseph Damian Schmitt wurde Lübeck zum Geistlichen Rat ernannt. Nach der Machtübernahme der Nationalsozialisten wurde er gedrängt, „auf eigenen Wunsch“ zum 1. Oktober 1934 in den Ruhestand einzutreten. Danach widmete er sich weiter seinen Heimatforschungen. Die Ergebnisse wurden weitestgehend erst nach dem Zweiten Weltkrieg veröffentlicht. Als Priester war er als Zelebrant in der Fuldaer Stadtpfarrkirche und in der Kapelle der dortigen Benediktinerinnenabtei zur Heiligen Maria tätig.

## Nachwirken
Konrad Lübeck starb am 25. November 1952 im Städtischen Klinikum Fulda und wurde am 28. November auf dem „Alten städtischen Friedhof“ in Hünfeld bestattet. An seinem Grab sprachen die Bürgermeister von Fulda und Hünfeld, Cuno Raabe und Detlev Rudelsdorf, sowie Franz Ranft vom Domgymnasium Fulda von ihm als einem vorbildlichen Priester und Erzieher, der als Lehrer und Forscher ein bedeutender Bürger der Stadt Fulda und großer Sohn Hünfelds gewesen sei. Nach ihm sind in Fulda die „Lübeckstraße“ und in Hünfeld die „Professor-Lübeck-Straße“ benannt.

## Schriften
- Die kirchliche und weltliche Eparchialverfassung des Orients zur Zeit des Konzils von Nicäa 325. Druck der Westfälischen Vereinsdruckerei, Marburg 1901, OCLC 4816739 (Dissertation Philipps-Universität Marburg 1901, 60 Seiten).
- Die christlichen Kirchen des Orients, Kösel, Kempten 1911, DNB 580612171.
- Die katholische Orientmission in ihrer Entwicklung, J.P. Bachem Köln 1917, DNB 364978589.
- Georgien und die katholische Kirche: Ein Überblick, Xaverius, Aachen 1918, DNB 580612155.
- Patriarch Maximos III. Maslum: Ein Ausschnitt aus der neueren Geschichte der griechisch-melchitischen Kirche, Xaverius, Aachen 1919, DNB 58061218X.
- Die altpersische Missionskirche: Ein geschichtlicher Überblick, Xaverius, Aachen 1919, DNB 580612201.
- Die russischen Missionen: Ein Überblick, Xaverius, Aachen 1922, DNB 580612198.
- Die Christianisierung Russlands: Ein geschichtlicher Überblick, Xaverius, Aachen 1922, DNB 580612147.
- Bischof Justinus de Jacobis, der Apostel Abessiniens: Ein Ausschnitt aus der neueren Missionsgeschichte, Xaverius, Aachen 1922, DNB 580612163.
- Die Entstehung der Stadt Fulda, Fuldaer Actiendruckerei, Fulda 1934, DNB 574921133.
- Das Bonifatiusgrab zu Fulda, Parzeller, Fulda 1947, DNB 453097502.
- Fuldaer Heilige, Parzeller, Fulda 1948, DNB 453097510.
- Die Fuldaer Äbte und Fürstäbte des Mittelalters: Ein geschichtlicher Überblick, Parzeller, Fulda, 1952, DNB 453097499.
- Alte Ortschaften des Fuldaer Landes
  - Band 1: Alte Ortschaften des Kreises Hünfeld, Parzeller, Fulda 1934, DNB 560698054.
  - Band 2: Alte Ortschaften des Kreises Fulda, Parzeller, Fulda 1936, OCLC 162936318.
- Fuldaer Studien
  - Band 1, Fuldaer Geschichtsverein, Fulda 1949, DNB 453097537.
  - Band 2, Fuldaer Geschichtsverein, Fulda 1950, DNB 453097545.
  - Band 3, Fuldaer Geschichtsverein, Fulda 1952, DNB 453097553.